# Arcipelago delle Egadi - area marina e terrestre
Arcipelago delle Egadi - area marina e terrestre este o arie protejată (arie de protecție specială avifaunistică — SPA) din Italia întinsă pe o suprafață de 48.291 ha, din care 93 % marine.

## Localizare
Centrul sitului Arcipelago delle Egadi - area marina e terrestre este situat la coordonatele 37°57′48″N 12°13′13″E / 37.963375°N 12.220323°E.

## Înființare
Situl Arcipelago delle Egadi - area marina e terrestre a fost declarat arie de protecție specială avifaunistică în iunie 2005 pentru a proteja 3 specii de plante și 35 de specii de animale.

## Biodiversitate
Situată în ecoregiunea mediteraneană, aria protejată conține 19 habitate naturale: Pseudostepă cu ierburi și specii anuale de Thero-Brachypodietea, Păduri de Quercus ilex și Quercus rotundifolia, Dune cu vegetație ierboasă Brachypodietalia cu specii anuale, Tufărișuri halofile mediteraneene și termo-atlantice (Sarcocornetea fruticosi), Straturi cu Posidonia (Posidonion oceanicae), Iazuri temporare mediteraneene, Peșteri inaccesibile publicului, Vegetație anuală la limita mareei, Tufărișuri termo-mediteraneene și de pre-deșert, Grohotișuri termofile și vest-mediteraneene, Lagune de coastă, Pășuni mediteraneene udate de apa mării (Juncetalia maritimi), Păduri de pin mediteraneene cu pini mezogeni endemici, Pante stâncoase calcaroase cu vegetație casmofită, Faleze cu vegetație de Limonium spp. endemic de pe coastele mediteraneene, Formațiuni scunde de Euphorbia în apropierea falezelor, Recifuri, Peșteri marine scufundate complet sau parțial, Salicornia și alte specii anuale care populează regiunile mlăștinoase și nisipoase.
La baza desemnării sitului se află mai multe specii protejate:
- plante (3): Brassica macrocarpa, Dianthus rupicola, Petalophyllum ralfsii
- păsări (34): ciocârlie-de-câmp (Alauda arvensis), fâsă-de-câmp (Anthus campestris), egretă mare (Ardea alba), ciocârlie-cu-degete-scurte (Calandrella brachydactyla), Calonectris diomedea, șerpar (Circaetus gallicus), prepeliță (Coturnix coturnix), Falco eleonorae, Falco naumanni, șoim călător (Falco peregrinus), vânturel roșu (Falco tinnunculus), vânturel de seară (Falco vespertinus), muscar (Ficedula parva), acvilă pitică (Hieraaetus pennatus), rândunică (Hirundo rustica), Hydrobates pelagicus, capîntortură (Jynx torquilla), sfrâncioc cu cap roșu (Lanius senator), prigoare (Merops apiaster), gaia neagră (Milvus migrans), mierlă de piatră (Monticola saxatilis), sula bassana (Morus bassanus), muscar sur (Muscicapa striata), vultur egiptean (Neophron percnopterus), pietrar mediteranean (Oenanthe hispanica), ciuf-pitic (Otus scops), vultur pescar (Pandion haliaetus), viespar (Pernis apivorus), Phalacrocorax aristotelis desmarestii, codroșul de pădure (Phoenicurus phoenicurus), Puffinus puffinus, lăstun de mal (Riparia riparia), sitar de pădure (Scolopax rusticola), turturică (Streptopelia turtur)
- mamifere (1): foca-călugăr (Monachus monachus)

Pe lângă speciile protejate, pe teritoriul sitului au mai fost identificate 93 de specii de plante, 46 de specii de nevertebrate, 2 specii de reptile.